# Морозов, Алексей Андреевич
Алексе́й Андре́евич Моро́зов (род. 19 марта 1931, Молотицы, Владимирская область, РСФСР — 15 ноября 2015, Муром, Россия) — советский и российский художник; член Союза художников России (2010).

## Биография
Родился 19 марта 1931 года в селе Молотицы в семье художника А. В. Морозова.
В 1954 году окончил Пензенское художественное училище имени К. А. Савицкого (класс И. С. Горюшкина-Сорокопудова).
С 1972 по 1974 год возглавлял в качестве директора Муромскую детскую художественную школу.
В 2010 году избран в Муроме человеком года и принят в Союз художников России.
В общеобразовательной школе села Молотиц действует художественный музей отца художника — Андрея Васильевича Морозова, работы которого подарены школе сыном.

## Выставки
Персональные выставки художника проходят с 1967 года.
- 2011 — К 80-летию со дня рождения (19 марта — 1 июля), МИХММ, Муром[4]
- 2001 — К 70-летию со дня рождения А. А. Морозова и 100-летию со дня рождения А. В. Морозова, Муром[5]
- 1976 — Навашино
- 1967 — Владимир

## Семья
- Дед — Василий Морозов, крестьянин-кузнец села Молотицы.
- Отец — Андрей Морозов (1901—1972), муромский художник
- Жена — Софья Владимировна.